# خانه امن (مجموعه تلویزیونی)
خانهٔ امن مجموعه‌ای تلویزیونی در ژانر جنایی-سیاسی و امنیتی، به کارگردانی احمد معظمی و نویسندگی حسین تراب نژاد است.
این مجموعه نخستین بار در آبان ۱۳۹۹ از شبکهٔ یک سیما پخش شد. پس از مجموعه‌های سارق روح و ترور خاموش، خانهٔ امن سومین و آخرین مجموعه از سه‌گانهٔ معمایی-پلیسی-سیاسی ابوالفضل صفری و احمد معظمی است که با محوریت پرونده‌های امنیتی که مسائل مختلف سال‌های اخیر ایران از جمله اهداف تشکیل داعش و فعالیت‌های تروریستی آن‌ها در خاک ایران را در برمی‌گیرد، ساخته شده است.
سید محمود علوی، وزیر سابق اطلاعات، اذعان کرد که این سریال محصول وزارت اطلاعات است.

## خلاصهٔ داستان
این مجموعه داستان دو مأمور امنیتی به نام‌های کمال (حمیدرضا پگاه) و افشین (امین زندگانی) را روایت می‌کند که یکی مسئول تیم ضد تروریستی و دیگری مسئول تیم مبارزه با مفاسد اقتصادی و پولشویی است. کمال طبق اخبار واصله مطلع می‌شود قرار است تیم‌های تروریستی داعش عملیات‌هایی را در ایران به راه بیندازند. کمال و تیمش با اطلاعاتِ دریافتی از خارج از کشور به ردزنی یکی از نیروهای داعش می‌پردازند تا از طریق او بتوانند رابطش در تهران را شناسایی کنند. رفته رفته طی این ماجرا دو پروندهٔ پیچیدهٔ تروریستی و اقتصادی به هم گره می‌خورد. و در قسمت آخر فصل اول افشین برای مأموریت به تل آویو می‌رود.

## بازیگران
| بازیگر           | نقش            |
| ---------------- | -------------- |
| حمیدرضا پگاه     | کمال شریف      |
| امین زندگانی     | افشین          |
| سیما تیرانداز    | ثمین هدایت     |
| سامان صفاری      | پیام           |
| پرویز فلاحی پور  | عباس قوامی     |
| شهره سلطانی      | نسرین          |
| سپیده خداوردی    | نرگس شریف      |
| محمد زنگنه       | ساعد           |
| آرش آصفی         | داوود افشار    |
| شیوا ابراهیمی    | مهسا لطفی      |
| رحیم نوروزی      | ناصر افتخاری   |
| شایسته ایرانی    | یلدا           |
| مهسا حجازی       | سارا افتخاری   |
| کاوه آفاق        | فرزاد فرحت     |
| شهروز ابراهیمی   | شهروز مرادی    |
| سوگل طهماسبی     | غزل محبی       |
| علیرضا رئیسی     | بغاض           |
| حمیدرضا عطایی    | کیان           |
| حسین سحرخیز      | مهران          |
| قربان نجفی       | ابوعامر        |
| نیلوفر کوخانی    | تابان هدایت    |
| ارسطو خوش رزم    | محسن شریف      |
| روژین رحیمی      | فرشته قوامی    |
| زهره نعیمی       | زهره شریف      |
| سامان دارابی     | مرتضی          |
| سجاد دیرمینا     | حبیب           |
| نبی الله پیرهادی | خیاط           |
| محمدرضا رهبری    | رضا            |
| گیلدا ویشکی      | امینی          |
| علی جلالی        | سعید           |
| علی کورش مقصود   | پسر بچه گروگان |
| محمد رضا اکبری   |                |
| اشکان هورسان     | یوسف           |
| محمد هادی علوی   | محمد           |
| علیرضا علیا      | خاوری          |